# Michel Aflaq
Michel Aflaq (arabă ميشيل عفلق, n. 1910, Damasc, Imperiul Otoman – d. 23 iunie 1989, Paris, Île-de-France, Franța) a fost un filozof, sociolog, scriitor și politician siriano-irakian. Un aprig naționalist arab, el a fost fondatorul Partidului Baas Arab Socialist și un important ideolog al ideologiei baasiste.
Născut într-o familie creștin-ortodoxă din Damasc, Aflaq a studiat la Universitatea din Paris, (1929-1934), unde l-a cunoscut pe viitorul partener politic Salah ad-Din al-Bitar. Întors în Siria în 1932, acesta a cochetat inițial cu comunismul, dar a rupt legăturile cu comuniștii după ce aceștia au susținut guvernul francez al lui Léon Blum, pe care îl considera colonialist. În 1947, Aflaq, al-Bitar și Zaki Najib al-Arsuzi au fondat Partidul Arab Baas, care va fuziona în 1952 cu Partidul Socialist Arab al lui Akram al-Hawrani pentru a fonda Partidul Baas Arab Socialist, militând pentru unificarea tuturor țărilor arabe sub un regim socialist. Inițial un susținător al Republicii Arabe Unite a lui Gamal Abdel Nasser, Aflaq a fost dezamăgit de marginalizarea sa și a mai multor politicieni din Partidul Baas. După ce Siria și-a recâștigat independența, Partidul Baas a redevenit o forță politică importantă.
Lovitura de stat din Siria din 1963 a adus Partidul Baas la putere. Cu toate acestea, ofițerii militari care au realizat puciul l-au forțat pe Aflaq să demisioneze din funcția de lider al partidului, iar lovitura de stat din 1966 a generalilor Salah Jadid și Hafez al-Assad, liderii aripii de extrema stângă din Partidul Baas, i-a forțat pe Aflaq și al-Bitar să fugă din Siria. A fugit mai întâi în Liban, apoi în Irakul lui Saddam Hussein, unde a fost numit în funcția de secretar general al aripii regionale irakiene a Partidului Baas, neavând de facto o putere reală. A păstrat această funcție până la moartea sa din 23 iunie 1989.

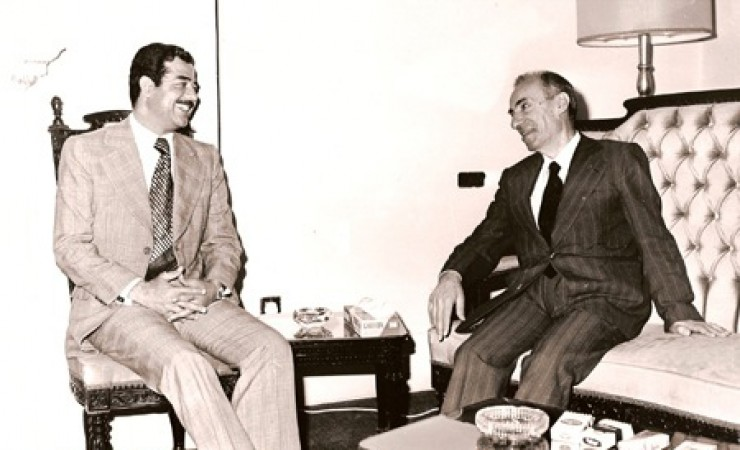
Michel Aflaq și Saddam Hussein în 1979

Ideile politice și economice ale lui Aflaq au fost denumite generic Baasism, un amalgam între socialism și naționalism arab. Aflaq considera că, pentru a ajunge o superputere globală, toate țările arabe trebuie să se unească într-o singură țară. A fost atât anti-capitalist, cât și anti-comunist. Credea în secularizare, dar era împotriva ateismului. Deși era creștin-ortodox, el credea că Islamul este dovada geniului arab.

## Presupusa convertire la Islam

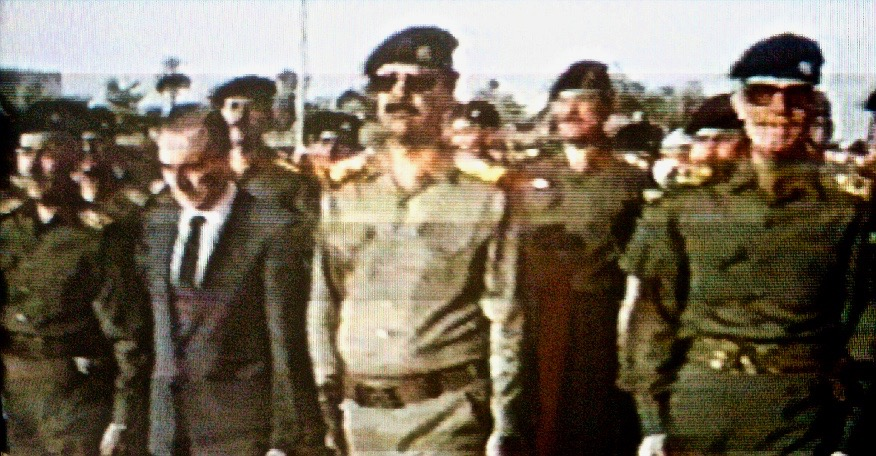
Saddam Hussein alături de alte figuri importante ale Irakului la înmormântarea lui Michel Aflaq

Saddam Hussein a declarat că, pe patul se moarte, Michel Aflaq s-a convertit la Islam, luându-și numele de Ahmed Michel Aflaq. Familia lui Aflaq a negat aceste fapte. Cert este că înmormântarea lui Aflaq, organizată de Saddam Hussein, a fost în stil tradițional islamic.